# Sheila Ferreira
Sheila Juvelina Ferreira (Guarânia, 11 de diciembre de 1980) es una deportista brasileña de atletismo.
En 2008 recibió la medalla de plata junto a Perla dos Santos, Josiane Tito y Maria Laura Almirão en los 4 x 400 m relevo del XIII Campeonato Iberoamericano de Atletismo de 2008 realizado en Iquique, Chile; por otro lado, junto a Bárbara de Oliveira, Aline dos Santos y Jailma de Lima recibió la medalla de bronce en la misma disciplina del XIV Campeonato Iberoamericano de Atletismo de 2010 realizado en San Fernando, España.
A nivel sudamericano, ganó la medalla de oro por los 4 x 400 m relevo en el Campeonato Sudamericano de Atletismo realizado en Lima, Perú, el año 2009, tras ganar la presea de plata en los 400 m en la versión anterior de dicho torneo realizado el año 2007 en São Paulo, Brasil.
Ha defendido a su país en diversos torneos internacionales, entre ellos, los Juegos Olímpicos de Atenas 2004 y los Juegos Olímpicos de Pekín 2008, además de los Juegos Panamericanos de 2011 y 2007 a los que clasificó tras sus resultados en el Trofeo Brasil.